# Löwenmensch
Der Löwenmensch vom Hohlenstein-Stadel im Lonetal ist eine 31,1 cm große und 35.000 bis 41.000 Jahre alte Skulptur aus Mammut-Elfenbein, die einen Menschen mit dem Kopf und den Gliedmaßen eines Höhlenlöwen darstellt. Die Skulptur stammt aus der jungpaläolithischen Kultur des Aurignacien und gehört zu den ältesten bekannten Kleinkunstwerken der Menschheit.

## Fundgeschichte und Rekonstruktion
Die Bruchstücke des Löwenmenschen wurden 1939 von Otto Völzing im Stadel, einer der drei Karsthöhlen des Hohlensteins bei Asselfingen (Schwäbische Alb) entdeckt. Die Grabungen leitete der Tübinger Anatom Robert Wetzel. Die Bruchstücke des Löwenmenschen wurden am 25. August 1939 geborgen, kurz vor dem vorzeitigen Ende der Grabung. Da die Untersuchungen angesichts des am 1. September beginnenden Zweiten Weltkriegs abgebrochen wurden, blieb der Aushub in der Höhle.

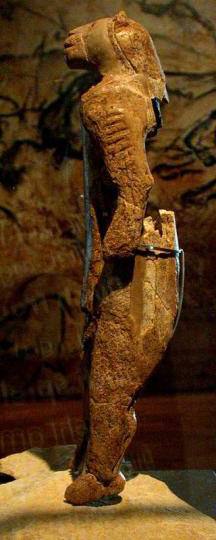
Das Foto von 2011 lässt die Ritzungen auf dem linken Oberarm gut erkennen, ebenso wie die Tatsache, dass eine Reihe von Teilen noch fehlte

Im Dezember 1969 entdeckte der Prähistoriker Joachim Hahn beim Versuch, die über 260 Elfenbeinsplitter zusammenzusetzen, von denen er etwa 200 unterbringen konnte, dass es sich bei dem Objekt um ein Mischwesen aus Mensch und Großkatze, vermutlich um einen Höhlenlöwen handelt.
Nicht geklärt werden konnte, ob die Figur eine männliche oder weibliche Person darstellt. Während Hahn annahm, dass es sich um einen Mann handelt, war die Basler Paläontologin Elisabeth Schmid überzeugt, dass es sich um eine weibliche Figur handelt. Die sich anschließende Debatte entschärfte Kurt Wehrberger, Leiter der Archäologischen Abteilung im Museum Ulm, indem er 1987 die Statuette als „Löwenmenschen“ bezeichnete.
Weitere kleine Bruchstücke der Figur wurden 1974 und 1975 von Spaziergängern in der Höhle gefunden, ebenso wie bei der Auflösung des Arbeitszimmers von Robert Wetzel an der Universität Tübingen. Daher wurden von 1987 bis 1988 in der Restaurierungswerkstatt des Württembergischen Landesmuseums unter Anleitung der Paläontologin Elisabeth Schmid alle zusammenpassenden Teile neu zusammengesetzt. Eines der neu hinzugekommenen Teile konnte an den linken Fuß angepasst werden, das zweite erwies sich als Teil der bis dahin fehlenden Schnauze mit dem tief eingekerbten Maul. Damit traten bei der Figur eindeutige Züge des Gesichts einer Raubkatze hervor. Die Zusammensetzung dauerte etwa sechs Monate. Bei der ab 1988 präsentierten Rekonstruktion waren einzelne Bruchstücke des rechten Arms der Figur nicht angepasst. Da große Teile der rechten Schulter noch fehlten, sollte eine zu freie Interpretation vermieden werden.
Bei Grabungen des Landesamts für Denkmalpflege unter Leitung von Claus-Joachim Kind im Hohlenstein-Stadel wurde im Jahre 2009 die Fundstelle des Löwenmenschen wiederentdeckt. Von 2010 bis 2012 wurden weitere Bruchstücke vom Nacken und Rücken des Löwenmenschen aus dem Schutt der Grabung von 1939 geborgen. Sie wurden zunächst virtuell angepasst, d. h. die Figur wurde mittels Röntgen-Computertomographie digitalisiert, das digitale Modell dann in die Einzelteile zerlegt und anschließend virtuell wieder zusammengesetzt.
Die jüngste Zusammenpassung aus dem Jahre 2013, vor der noch einmal alle Teile auseinandergelegt wurden, zeigt den Löwenmenschen in einer Größe von 31,1 statt wie bis dahin 29,6 cm. Etwa 80 der neu gefundenen und noch im Museum verwahrten Teile wurden unter Leitung von Nicole Ebinger-Rist hinzugefügt. Datierungen von Knochen in unmittelbarer Nähe des Fundorts gestatteten die Eingrenzung des Alters auf die Zeit vor 41.000 bis 35.000 Jahren.
Auffällig ist der verlängerte Hals sowie die Anpassung des bislang isolierten rechten Arms, die mithilfe von nun vorliegenden Teilen der rechten Schulter gelang. Die Untersuchungen haben zudem gezeigt, dass das dreieckige Blättchen vor dem Schritt des Löwenmenschen „allseitig beschnitzt und vom Schambereich eindeutig abgesetzt“ ist. Daraus folgerten die Ausgräber, dass es sich um einen Mann gehandelt haben müsse.
Auf dem linken Oberarm befinden sich sieben waagerechte, parallele Kerben, die möglicherweise eine Tätowierung oder Ziernarben andeuten. Zudem weist das linke Ohr „mehr als ein Dutzend quer verlaufender, feiner Ritzungen“ auf. „Auch die linke Fußsohle scheint mit Linien verziert zu sein.“
Der Löwenmensch fand sich, im Gegensatz zu anderen Funden, die meist in Siedlungsüberresten verstreut lagen, in einer isolierten Kammer, abseits vom Siedlungsgeschehen. Dort wurden Anhänger aus Elfenbein sowie durchbohrte Zähne von Rothirsch, Fuchs und Wolf entdeckt. Steinwerkzeuge befanden sich in der Kammer kaum, ebenso wenig wie sonstige Spuren des Alltagslebens. Möglicherweise war die Kammer rituellen Handlungen vorbehalten.

## Bedeutung
Der Löwenmensch ist das älteste bekannte Kunstwerk, das möglicherweise ein Fabelwesen zeigt. Denkbar ist auch, dass ein Schamane dargestellt ist, der das Fell eines Löwen mit Kopf und Hinterläufen im Rahmen eines Rituals benutzte. Der Großteil der Kleinkunstwerke aus dem Aurignacien zeigt Tierfiguren, wobei zwei weitere mögliche Tier-Mensch-Mischwesen bekannt sind: Im Jahr 2004 wurde ein „kleiner Bruder“ (ca. 2,5 cm hoch) des Löwenmenschen im Hohlen Fels bei Schelklingen im Achtal gefunden. Dies könnte auf eine Art Ritualgemeinschaft der Bewohner der beiden Fundstätten hinweisen. Auch der so genannte Adorant vom Geißenklösterle scheint ein Mischwesen aus Mensch und Großkatze darzustellen.
Neben dem Löwenmenschen wurden in drei weiteren Höhlen der Schwäbischen Alb (Geißenklösterle und Hohler Fels bei Schelklingen, Vogelherdhöhle im Lonetal) Statuetten aus Mammut-Elfenbein gefunden, die in denselben Abschnitt des Aurignaciens zu stellen sind und – bis auf wenige Ausreißer – immer mit unkalibrierten 14C-Daten zwischen 31.000 und 33.000 BP datiert werden. Datierungen zwischen 33.000 und 36.000 BP liegen in einem Intervall, in dem 14C-Daten keine reale zeitliche Dimension abbilden. Daher kann von einem zeitlich und räumlich begrenzten Phänomen von nur ein- bis zweitausend Jahren ausgegangen werden, in dem eine spezifische Kunstform einer eiszeitlichen Kultur ausgeprägt war, die von den frühen Vertretern des Homo sapiens in Europa entwickelt oder mitgebracht wurde. Alle anderen Tierfiguren wie auch die 2008 gefundene Venus vom Hohlefels sind weniger als 10 cm groß und damit wesentlich kleiner als der Löwenmensch, doch gehört die besagte Venusfigurine in die gleiche Epoche, denn sie wurde auf die Zeit vor 40.000 bis 35.000 Jahren datiert.

## Heutige Präsentation
Im Jahr 1956 übereignete der Grabungsleiter Robert Wetzel durch Schenkung all seine Grabungsfunde aus dem Lonetal der Stadt Ulm. Sie sind damit deren Eigentum. Das Original ist Teil der Dauerausstellung im Museum Ulm, wo der Löwenmensch seit der ersten Zusammensetzung in den frühen 1970er Jahren präsentiert wird. Der Löwenmensch ist zudem Leitfigur der Tourismusregion Schwäbische Alb.

### Infozentrum
Im Mai 2007 wurde bei Lindenau – wenige hundert Meter vom Fundort Hohlenstein entfernt – ein Infozentrum „Die Höhle des Löwenmenschen“ eröffnet. Neben einem Film informieren ein Multimediaportal und mehrere Schautafeln über die Geschichte des Löwenmenschen.

### Ausstellungen
- 2009/2010, Sonderausstellung „Der Löwenmensch – Das Experiment“, Ulmer Museum: Hier stand ein unter authentischen Bedingungen nachgeschnitzter Löwenmensch im Vordergrund. Die Kopie wurde von Archäotechniker Wulf Hein hergestellt, der beim Schnitzen mit Feuersteinwerkzeugen insgesamt 320 Arbeitsstunden benötigte. 2010 war diese Ausstellung – mit zusätzlichen paläolithischen Elfenbein-Objekten der Universität Erlangen – im Erlanger Stadtmuseum zu sehen.[19]
- 2013/2014, Sonderausstellung Die Rückkehr des Löwenmenschen. Geschichte – Mythos – Magie, Ulmer Museum: mit der aktuellen Rekonstruktion.[20] Eine begleitende Publikation zur Ausstellung erschien zunächst in englischer Sprache.[21]